# Morvido
Morvido o Morindo (fl. III secolo a.C.) fu, secondo la Historia Regum Britanniae di Goffredo di Monmouth, un re leggendario della Britannia dal 341 al 336 a.C..
Era figlio illegittimo di re Danio, avuto dalla sua concubina Tangustela.
Fu per lo più un sovrano temperato, liberale e cortese. Durante il suo regno, il re dei Morini invase e devastò il Northumberland. Morvido lo affrontò e lo sconfisse in battaglia. Dopo lo scontro si fece portare i prigionieri e li uccise personalmente a uno a uno fino a quando, ormai stanco, fece spellare e ardere vivi quelli che non aveva ancora ucciso.
La tradizione dice che combatté e uccise un gigante con un albero sradicato e privato della corteccia e dei rami. Morì combattendo contro un mostro di nome Belua che, giunto dal mare d'Irlanda, divorava gli abitanti del suo regno. Morvido ebbe cinque figli: Gorboniano, Archigallo, Eliduro il Ligio al dovere, Ingenio e Pereduro, ognuno dei quali regnò in Britannia. Il primo a salire sul trono fu Gorboniano.